# کبوتر میوه‌خوار والا
کبوتر میوه‌خوار والا (نام علمی: Ptilinopus superbus)، همچنین به عنوان کبوتر میوه‌خوار تاج‌بنفش شناخته می‌شود (که منجر به اشتباه گرفتن آسان آن با کبوتر میوه‌خوار کلاه‌بنفش می‌شود)، یک کبوتر با اندازه متوسط (۲۲–۲۴ سانتی‌متر طول) از کبوترهای میوه‌خوار رنگارنگ از خانواده کبوتران است.

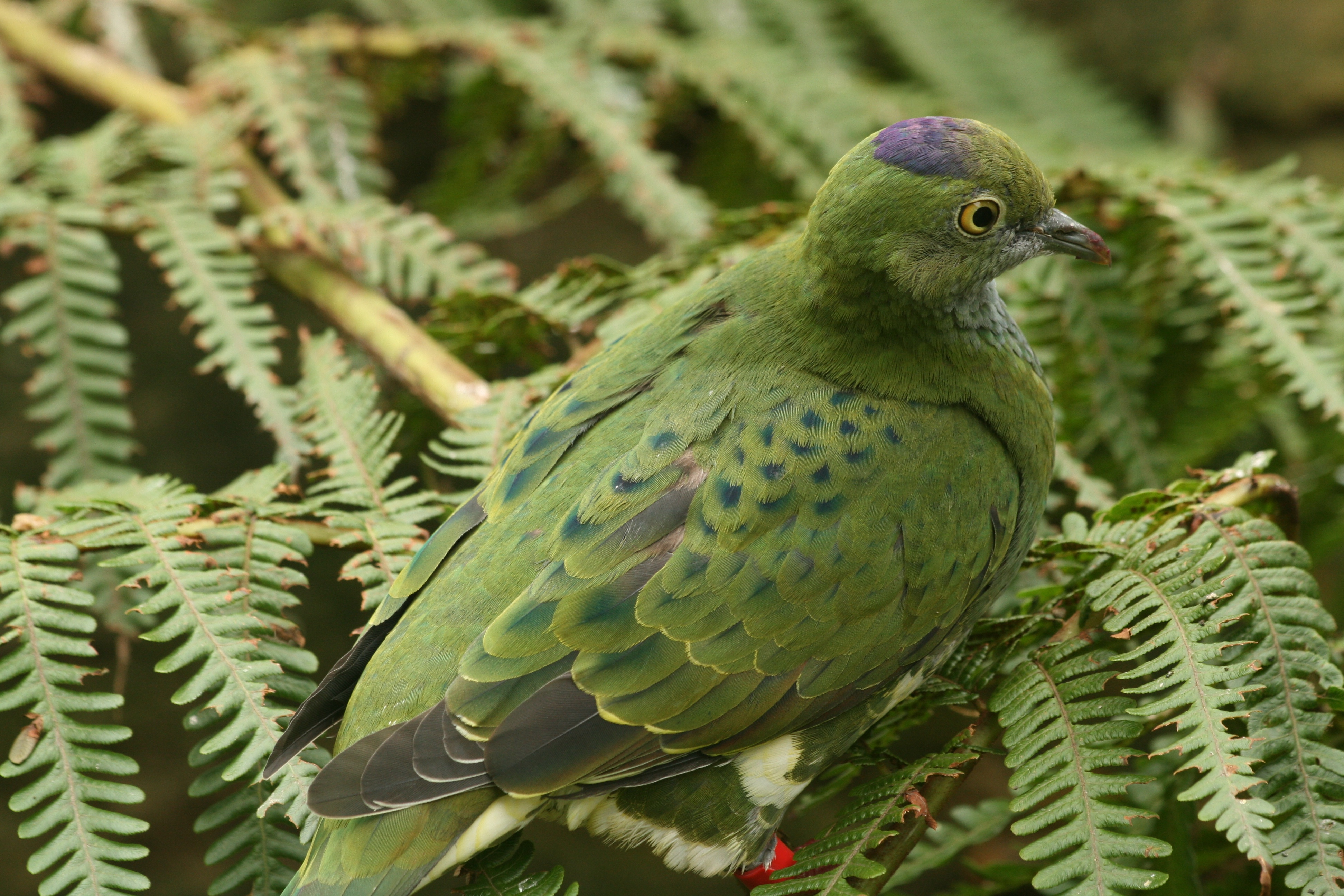
ماده در باغ وحش تارونگا، استرالیا

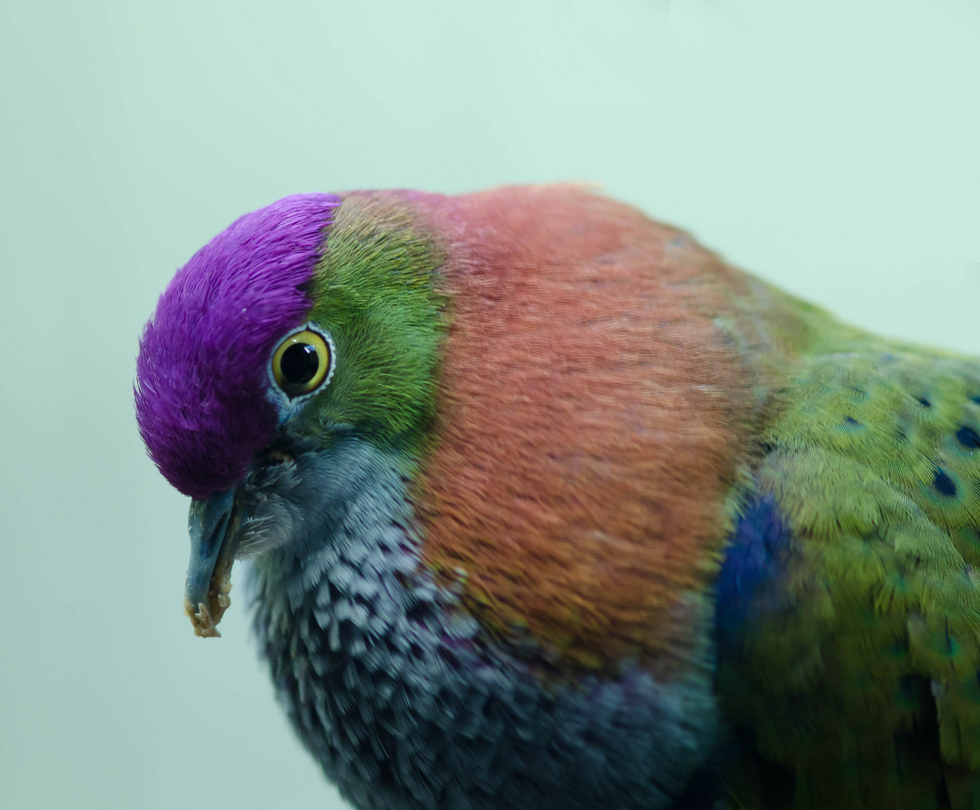
نر در باغ وحش برگرز، هلند